# Champion (sieć handlowa)
Champion – sieć supermarketów, należących do sieci handlowej Carrefour, działająca w przeszłości m.in. w Polsce. Od 2007 r. sklepy tej sieci włączano stopniowo bezpośrednio do sieci sklepów Carrefour i obecnie (2020 r.) sklepy Champion istnieją tylko w niektórych francuskich terytoriach zamorskich, a ich pozostawienie spowodowane jest francuskimi przepisami dotyczącymi zakazu praktyk ograniczających konkurencję.

Asortyment sklepów stanowiły przede wszystkim artykuły spożywcze, a także chemiczne. Sieć Champion do 2008 roku była oficjalnym sponsorem Tour de France.